# 타임머신 (텔레비전 프로그램)
《타임머신》은 2001년 11월 11일부터 2005년 10월 23일까지 방송된 MBC TV의 예능 프로그램이다.

## 방송 시간
- 2001년 11월 11일 ~ 2003년 4월 27일 : 매주 일요일 밤 10시 35분
- 2003년 5월 4일 ~ 2004년 10월 10일 : 매주 일요일 밤 10시 40분
- 2004년 10월 17일 ~ 2005년 10월 23일 : 매주 일요일 저녁 5시 10분

## 진행자

### 남성 MC
| 역대 | 진행자 | 진행 기간                         |
| ---- | ------ | --------------------------------- |
| 1대  | 박수홍 | 2001년 11월 11일 ~ 2004년 5월 2일 |
| 2대  | 서경석 | 2004년 5월 9일 ~ 2005년 10월 23일 |

### 여성 MC
| 역대 | 진행자 | 진행 기간                          |
| ---- | ------ | ---------------------------------- |
| 1대  | 박예진 | 2001년 11월 11일 ~ 2002년 3월 31일 |
| 2대  | 이효리 | 2002년 4월 7일 ~ 2003년 4월 27일   |
| 3대  | 박정아 | 2003년 5월 4일 ~ 2004년 6월 13일   |
| 4대  | 박은혜 | 2004년 6월 20일 ~ 2005년 4월 17일  |
| 5대  | 심은진 | 2005년 4월 24일 ~ 2005년 10월 23일 |

## 역대 패널
- 안선영, 전원주, 설운도, 홍지호, 아유미, 이창하, 김상혁, 김지훈, 김진, 현영, 전유성

## 결방 사유
- 2001년 12월 2일: MBC 창사 40주년 특별기획 2부작 HDTV 자연 다큐멘터리 《나비》 방송으로 인해 결방
- 2002년 2월 10일: MBC 설날특선대작 《007 골든 아이》 방송으로 인해 결방
- 2002년 3월 17일: MBC 특집드라마 《가리봉 엘레지》 방송으로 인해 결방
- 2002년 6월 16일: 2002년 FIFA 월드컵 16강전 《스페인 대 아일랜드》 중계 방송으로 인해 결방
- 2002년 6월 30일: 2002년 FIFA 월드컵 폐막식 및 결승전 《독일 대 브라질》 중계 방송으로 인해 결방
- 2002년 9월 8일: MBC 스페셜 《연속 기획 10부작 미국》 - 《1부 9.11 그 후》, 《2부 자유의 여신》 방송으로 인해 결방
- 2002년 12월 1일: MBC 창사특집 자연 다큐멘터리 《야생의 초원 세렝게티 1, 2부》 방송으로 인해 결방
- 2002년 12월 29일: 《2002년 MBC 방송연예대상》 시상식 중계 방송으로 인해 결방
- 2003년 9월 28일: MBC 추석 특별기획 《나훈아, 코스모스 핀 밤》 방송으로 인해 결방
- 2003년 10월 19일: MBC 특집 다큐멘터리 《갯벌 그후 10년 1, 2부》 방송으로 인해 결방
- 2004년 8월 1일: MBC 특별기획 《제1회 대한민국 음악축제 - 트로트 축제 오! 즐거운 인생》 방송으로 인해 결방
- 2004년 8월 22일: MBC 파일럿 프로그램 《미스터리 추리쇼 - 오리무중》 방송으로 인해 결방
- 2004년 9월 5일: MBC 방송주간 특집 스페셜 《2004년 아테네 하계 올림픽 남자 탁구 - 유승민 대 왕하오》 방송으로 인해 결방
- 2005년 8월 7일: MBC 특집 자연 다큐멘터리 《쥐노래미 아비, 그 60일간의 사투》 방송으로 인해 결방
- 2005년 10월 16일: MBC 주말드라마 《결혼합시다》 재방송으로 인해 결방

## 참고 사항
- 2002년부터 2004년까지 최고 시청률 20%대 인기를 누렸으며, 2004년에 서경석과 박은혜 체제보다 인기가 갈수록 떨어져 낮은 시청률으로 2005년 가을 개편에 따라 폐지되었다.

## 동일 소재 프로그램
- 이야기 속으로 (종영) (MBC TV)
- 토요미스테리 극장 (종영) (SBS TV)
- 미스테리 극장 위험한 초대 (종영) (iTV 경인방송)